# Фонсека Пиментель, Элеонора
Элеонора Анна Мария Феличе де Фонсека Пиментель (итал. Eleonora de Fonseca Pimente; урождённая Леонор да Фонсека Пиментель Чавес; итал. Leonor da Fonseca Pimentel Chaves; 13 января 1752, Рим — 20 августа 1799, Неаполь) — итальянская поэтесса, журналистка, редактор и революционерка; жертва реакции в Неаполе.

## Биография
Элеонора Фонсека Пиментель родилась 13 января 1752 года в итальянской столице. Происходя из знатной фамилии, рано обнаружила большой интерес к естественно-научным дисциплинам, которые ей преподавал юный Ладзаро Спалланцани.
Она писала стихи, читала на латыни и греческом и говорила на нескольких языках (итальянском, португальском, французском и немного английском). В детстве она переехала со своей семьей в Неаполь из-за политических трудностей между Папской областью (столицей которой был Рим) и Королевством Португалия.
Смерть её матери в 1771 году оставила ей значительное приданое, и она обручилась со своим двоюродным братом Мигелем Лопесом. В 1776 году помолвка разорвалась, и отец нашёл для неё мужа, Паскуале Триа де Солис, лейтенанта неаполитанской армии, за которого она вышла замуж в 1778 году. В октябре того же года она родила сына Франческо. Однако через восемь месяцев младенец умер. Он был единственным ребёнком Элеоноры, потому что насилие со стороны мужа привело к двум выкидышам. Эти трагедии, однако, привели к созданию нескольких из её самых известных работ. Шесть лет спустя, увидев жестокое обращение с дочерью и злоупотребление её приданым, отец Пиментеля обратился в суд с требованием вернуть дочь домой. В 1784 году суд Неаполя удовлетворил прекращение власти Солис над Пиментель, и она была отправлена обратно в свой семейный дом. Через год умер её отец, и она осталась одна. По слабому здоровью и из-за финансовых проблем она попросила у короля небольшую пенсию, которую ей пожаловали за её литературные заслуги.
Её стихи были написаны в реформистском, неоклассическом стиле, напоминающем период Просвещения. В других её литературных произведениях часто хвалили или рекомендовали реформирование монархии. По мере роста её литературных способностей она стала широко известна благодаря победе в нескольких королевских писательских конкурсах. Это позволило ей войти в несколько известных неаполитанских литературных обществ и открыло ей путь к переписке с выдающимися литераторами того времени. Метастазио назвал её «l’amabilissima musa del Tago» или «самой любезной музой Тежу». Вольтер посвятил ей стихотворение, в котором называет её «Соловьём прекрасной Италии». Среди других видных литературных деятелей, с которыми она поддерживала связь, были Гаэтано Альберто, Антонио и Фердинандо Галиани. Она часто переводила произведения с других иностранных языков, чтобы получать доход после развода с мужем. Комментарий Пиментель к её переводам произведений привел к тому, что её отнесли к категории политических авторов. Её публичный профиль также привел к её назначению королевским библиотекарем королевы Неаполя Марии Каролины Австрийской.

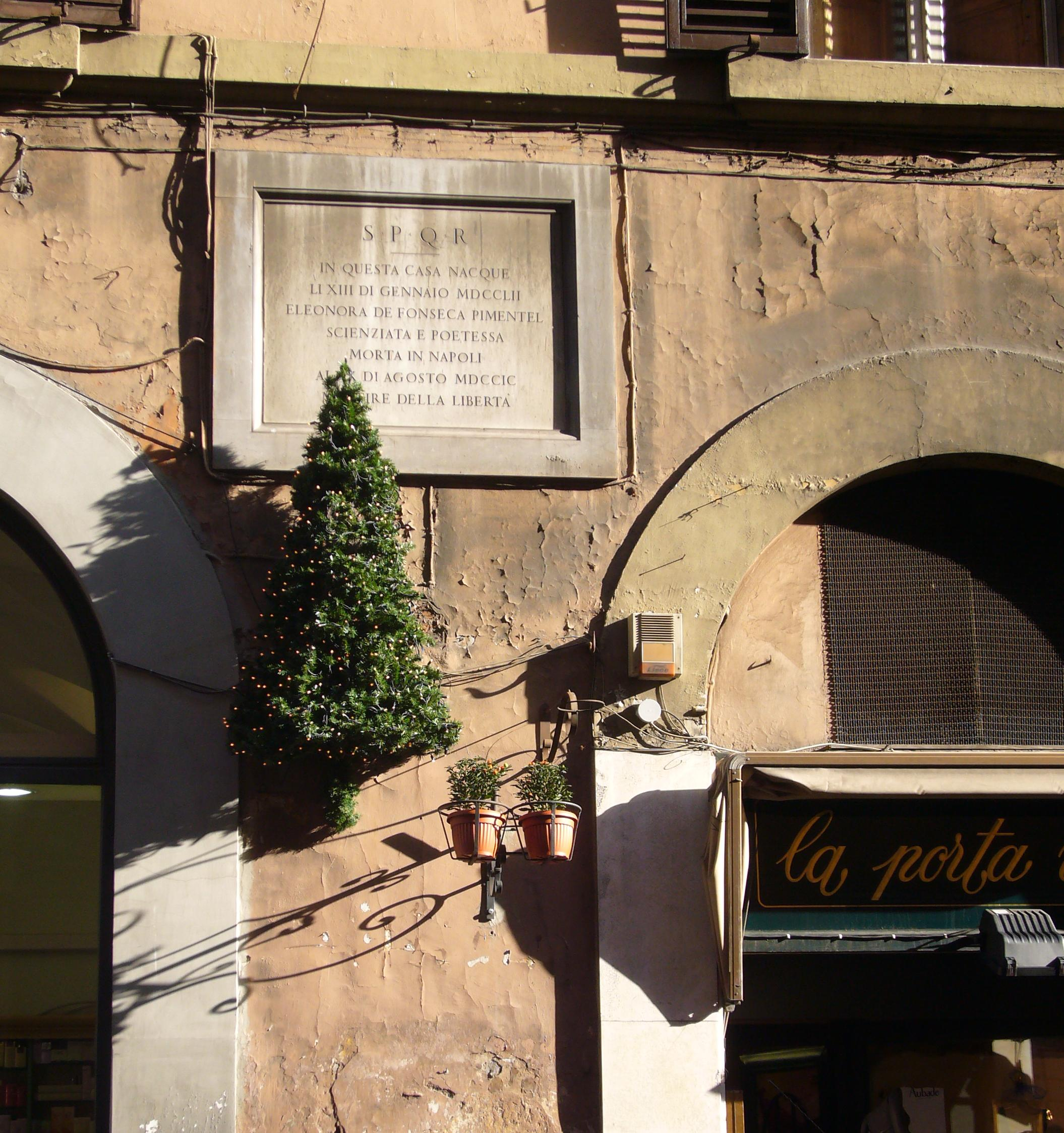
Памятная доска поэтессе

В 1784 году она вышла замуж за знатного испанца, маркиза Фонсека Не сумев остаться безмолвной зрительницей порядков и нравов при дворе Марии-Каролины, Фонсека должна была оставить двор. Когда началась Великая французская революция, салон Фонсеки сделался средоточием для поклонников французских идей и сторонников республиканского образа правления. Все друзья Фонсеки были сторонниками Франции и потому приветствовали придвигавшиеся к Неаполю войска генерала Шампионне.
Во время бесчинств лаццарони Фонсека бежала из Неаполя и вернулась только после установления Партенопейской республики (23 января 1799 года). Во время республики дом Фонсеков был местом сбора неаполитанских либералов. В Неаполе стал выходить журнал «Moniteur Napolitain» с целью пропагандировать принципы французской революции и Элеонора Фонсека приняла в нём весьма деятельное участие. Когда через четыре месяца роялистской партии удалось восстановить власть короля Фердинанда IV, Фонсека, оставшаяся в Неаполе в надежде поднять народ на защиту свободы, была арестована, предана суду и повешена 20 июля 1799 года (она просила обезглавить её, как аристократку, но даже в этой просьбе ей было отказано). Это произошло не только из-за её революционной деятельности, но и произведений против монархии, худшим из которых было стихотворение, написанное в честь рождения второго ребёнка королевы Каролины, в котором она называет королеву «нечистой лесбиянкой» и «неверным слабоумным тираном».
Её повесили последней из восьми патриотов. Её последние слова были на латыни, цитата из «Энеиды» Вергилия: «Forsan et haec olim meninisse juvabit», что переводится как «возможно, когда-нибудь (людям) будет приятно вспомнить эти вещи».